# يونس الأمين
يونس الأمين (بالفرنسية: Younes Elamine) هو مغني وكاتب غنائي وعازف قيثارة مغربي ولد بمدينة أكادير وبدأ مسيرته الفنية عام 2009 وقد استقر بلندن منذ عام 2014.

## السيرة الذاتية
يونس هو أكبر إخوته الثلاثة سنا، وترعرع في أكادير حتى بلوغه سن 17 سنة، ثم انتقل إلى الدار البيضاء وعاش بها لمدة سنتين قبل أن يذهب لمواصلة دراسته في فرنسا في عام 2001.
وخلال السنوات التي قضاها في الأكاديمية، كان متحمسا للموسيقى، وقد درس وتعلم العزف على القيثارة. وأعجب بالأساليب المختلفة للموسيقى الشعبية التي وقع في حبها.
وفي عام 2008، بدأ أولى حفلاته، ثم أنتج بعدها عدة أغاني وأخرج أولى التسجيلات له.
وفي 1 ديسمبر 2009، أخرج ألبومه الأول (أسطوانة مطولة من 5 عناوين) اسمه "Nouveau Décor".
وفي يوليو 2011، شارك في الطبعة العاشرة لمهرجان «عندما تعطينا إفريقيا» في باريس.
في 21 مارس 2013، أخرج ألبوما جديدا يدعى «الحلقات» (Épisodes).
في يوليو 2015، شارك في مهرجان «شباك» المخصص للثقافة العربية المعاصرة في لندن.

## الألبومات
- 2009 : Nouveau Décor (في 5 عناوين)[7] · 
.
- 2013 : Épisodes (في 10 عناوين)[8] بما في ذلك نسخة من أسياد الحرب (Masters of War) لبوب ديلن.[9]

## وصلات خارجية
- الموقع الرسمي